# 葉たばこ財団
一般財団法人葉たばこ財団（はたばこざいだん）は、1985年に設立され、たばこの講座・研修事業、たばこ作近代化促進事業などを実施している東京都港区にある法人。元財務省所管。

## 概要
葉たばこ生産の近代化研究・促進・生産者育成などを目的としているほか、ひのくにふれあいセンター（熊本県合志市）・あだたらふれあいセンター（福島県二本松市）の旅館運営事業も行っている。また、2022年3月末に解散した日本葉たばこ技術開発協会より、たばこ耕作資材委託試験事業を受領した。

## 所在地
- 〒105-0013 東京都港区浜松町2-7-1 第38荒井ビル(ハウス浜松町ビル) 7F